# Calcedonio Di Pisa
Calcedonio Di Pisa (prononcé : [kaltʃeˈdɔːnjo di ˈpiːza, - ˈpiːsa]), également connu sous le nom de Doruccio (né à Palerme le 11 octobre 1931 et mort dans la même ville le 26 décembre 1962), était membre de la mafia sicilienne. Il était le patron de la famille du quartier Noce à Palerme et a siégé à la Première commission de la mafia sicilienne, l'organe de coordination de la Cosa Nostra en Sicile. 

## Biographie
Calcedonio Di Pisa est né à Palerme en 1931 . Il s'adonnait à la contrebande de cigarettes et est impliqué dans le racket immobilier, connu sous le nom de sac de Palerme, pendant le règne de Salvatore Lima comme maire de Palerme. Il est connu comme l'un des plus grands émissaires de la Mafia de Palerme dans le domaine de la contrebande de tabac et du trafic de drogue.
Di Pisa était présent à une série de réunions à l'hôtel Delle Palme et au restaurant de fruits de mer Spanò entre les mafiosi italo-américains et siciliens à Palerme du 12 au 16 octobre 1957. Joseph Bonanno, Lucky Luciano, John Bonventre, Frank Garofalo, Santo Sorge et Carmine Galante étaient parmi les mafiosi américains présents, tandis que du côté sicilien se trouvaient Salvatore « Ciaschiteddu » Greco et son cousin Salvatore Greco, connu sous le nom de l'ingegnere ou Totò il lungo, Giuseppe Genco Russo, Angelo La Barbera, Gaetano Badalamenti et Tommaso Buscetta,.
Di Pisa a été tué le 26 décembre 1962 sur la Piazza Principe di Camporeale à Palerme pendant qu'il se dirigeait vers un kiosque à tabac. Trois hommes lui ont tiré dessus avec un fusil à canon scié et un revolver. Aucun des passants sur la place, interrogé par la police, ne se souvient avoir entendu des coups de feu,,.

## Première guerre de mafia
Le meurtre de Di Pisa a déclenché la Première guerre de mafia. Le conflit a éclaté à cause d'une cargaison d'héroïne insuffisante. L'envoi était financé par Cesare Manzella, les cousins Greco de Ciaculli et les frères Angelo et Salvatore La Barbera de Palermo centro. Les soupçons de « double jeu » se sont abattus sur Di Pisa, qui avait récupéré l'héroïne pour Manzella auprès du fournisseur corse Pascal Molinelli et avait organisé le transport vers les partenaires de Manzella à New York,.
Di Pisa a été cité à comparaître devant la Commission de la mafia sicilienne, mais a réussi à convaincre la plupart des membres qu'il n'était pas coupable. Cependant, les frères La Barbera ont contesté la décision. Ils sont soupçonnés d'être à l'origine du meurtre de Di Pisa et Manzella. Le désaccord a conduit à un conflit sanglant entre les Greco et les Barbera. La guerre s'est terminée avec le massacre de Ciaculli qui a transformé la guerre de la Mafia en une guerre contre la Mafia avec l'intervention de l'État italien en Sicile pour la première fois dans l'Italie d'après-guerre. La Commission de la mafia sicilienne a été dissoute et parmi les mafieux qui avaient échappé à l'arrestation, beaucoup sont partis à l'étranger.
En 1984 Tommaso Buscetta, après qu'il est devenu repenti, affirme que c'est le patron de la mafia Michele Cavataio qui a tué Di Pisa. Cavataio avait perdu au profit du clan Greco un marché de gros au milieu des années 1950. Cavataio a tué Di Pisa en sachant que le clan La Barbera serait soupçonné par les Greco et qu'une guerre entre clans résulterait à son profit. La guerre a été alimentée par d'autres attentats à la bombe et des tueries,,.